# Сенгейский (остров)
Сенгейский — труднодоступный необитаемый остров в Баренцевом море, между Поморским и Сенгейским проливами. Административно относится к Ненецкому автономному округу (Россия). Находится в пограничной зоне, куда требуется получать пропуск.

## Общие сведения
Остров находится к северо-западу от Нарьян-Мара, между побережьем материка и Колгуевым (авиатрасса туда проходит над Сенгейским), ближе к материку. Размеры острова — 30 на 9 км. Климат суровый, особенно зимой, погода часто делает перелёты невозможными. Покрыт тундрой. Остров низменный, есть сопки, песчаные барханы, мелководный залив. Имеется несколько охотничьих домиков. ВПП нет, но маленькие самолёты могут приземляться в полосе отлива, также нерегулярно летают вертолёты Ми-8 (время в пути 45-60 минут). Есть сведения о попытках добраться до острова зимой по морскому льду. Перемещение по острову возможно пешком или на квадроцикле, в прибрежных водах на лодке. Много морских птиц. Остров богат рыбой, морским зверем, водятся песцы, полярные куропатки, прилетают с материка гуси и утки, на которых весной и осенью охотятся люди.
На материковом побережье напротив одной из оконечностей слегка серповидного по форме острова в 25 км от него на Тиманском берегу находится метеостанция МГ-2 Сенгейский Шар, по последним доступным данным действовавшая и обслуживавшаяся тремя метеорологами. Также на побережье ставят чумы и выпасают своих оленей (2000 год) некоторые ненцы.
Наивысшая точка — сопка Нярмхой высотой 50 метров.